# Улица Новаторов (Москва)
Улица Нова́торов — улица в Юго-Западном административном округе города Москвы на территории Обручевского района. Расположена между Ленинским проспектом и улицей Обручева.
Слева примыкают улицы: Воронцовские Пруды и Академика Челомея, справа — улица Эльдара Рязанова.
Нумерация домов начинается от Ленинского проспекта.

## Происхождение названия
Название присвоено 30 июля 1963 года Решением Исполнительного комитета Московского городского Совета депутатов трудящихся № 30/32 путем присвоения наименования Проектируемому проезду № 3757. Названа «в честь строителей-новаторов, работавших в этом районе». Название имеет абстрактный, идеологически «положительный» характер.
15 июля 1965 года Решением Исполнительного комитета Московского городского Совета депутатов трудящихся № 28/25 к улице Новаторов присоединён проектируемый проезд № 4989.

## История
Улица возникла в 1962—1963 годах. при застройке 37-38 квартала Юго-Запада пятиэтажными «хрущёвскими» домами и являлась границей квартала. «Весной 1962 г. среди живописных садов и рощ поднялись стальные башни кранов. Здесь началось строительство нового микрорайона столицы — квартала 37-38. Применяя последние достижения науки и техники, строители более чем вдвое сократили сроки сооружения домов, на 25-30 % повысили производительность труда. Дома собирают из крупных панелей полной заводской готовности — 60-квартирные за 18 дней, 90-квартирные — за 27 дней. В 1963 г. застройка всего квартала площадью 74 гектара закончилась. Он состоит из отдельных групп домов, свободно размещённых в соответствии с рельефом местности. Неприкосновенными остались фруктовые сады, а их здесь 4 гектара». С 2002 года ведётся снос пятиэтажных домов. В начале улицы с нечётной стороны к ней примыкает Воронцовский парк.

## Радиоактивное загрязнение в 1984, 1988, 1990 и 1994 году
На улице Новаторов во дворе дома № 40, корпус 19 на площади 70 тыс. квадратных метров 19 июня 1984 года выявлено 244 очага радиоактивного загрязнения радионуклидом цезий-137. Глубина загрязнения составляла 40 сантиметров, мощность дозы — 1,9 Р/ч. При дезактивации участка было удалено 39,4 т радиоактивно загрязнённого грунта. В дальнейшем при повторных обследованиях в 1988, 1990 и 1994 году здесь же был обнаружен ряд локальных очагов с уровнем радиации до 1 мР/ч. Об облучении населения сведений нет.

## Примечательные здания и сооружения
По чётной стороне:

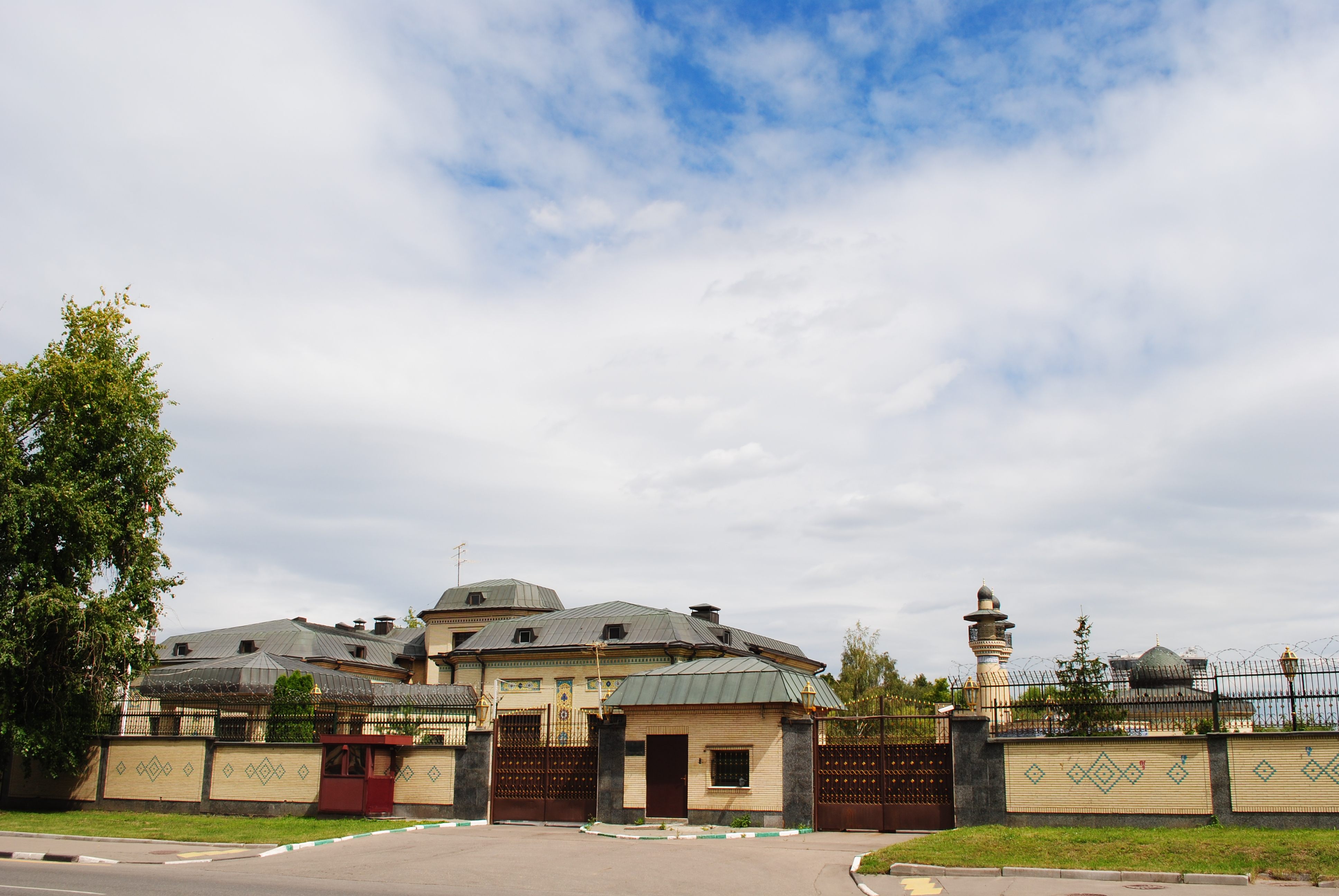
Резиденция посла Ирана

- № 14, корп. 2 — Библиотека ЮЗАО № 11 им. Л. Н. Толстого
- № 34, корп. 3 — жилой дом. Здесь в 1978—1986 годах жил физик В. А. Цуккерман[7].
- № 36, строение 2, корпус 6 — здание, предположительно представлявшее собой остатки православного храма Преображения Господня[8]. Снесено 11 февраля 2009, несмотря на движение местных жителей и православных активистов за сохранение здания и восстановление храма[9].

В 1962 году, одновременно со строительством пятиэтажных панельных домов, в квартале по улице Новаторов были построены девятиэтажные блочные башни серии II-18/9.

## Объекты инфраструктуры
На улице Новаторов в доме № 7 располагается филиал № 3 детской городской поликлиники № 10 (ранее поликлиника № 80).

## Транспорт

### Автобус
По улице проходят автобусы 111, 172, 661, е12, с13, с17.

### Метро
У пересечения улицы с Ленинским проспектом расположены станции метро «Новаторская» Большой кольцевой и Троицкой линий.